# Goodbye Yellow Brick Road (canção)
"Goodbye Yellow Brick Road" é uma balada composta pelo músico Elton John (melodia) e por seu colaborador Bernie Taupin (letra) para o álbum Goodbye Yellow Brick Road, de 1973. O estilo e a produção de GYBR é fortemente influenciado pelo soft rock dos anos 70. A canção foi sucesso de público e crítica, sendo que alguns críticos chegaram a rotulá-la como a melhor música de Elton John.

## Paradas musicais
| Paradas de 1973                   | Posição máxima |
| --------------------------------- | -------------- |
| U.S. Billboard Hot 100            | 2º lugar       |
| U.S. Billboard Adult Contemporary | 7º lugar       |
| UK Singles Chart                  | 6º lugar       |